# Литтров (лунный кратер)
Кратер Литтров (лат. Littrow) — крупный ударный кратер на восточном побережье Моря Ясности на видимой стороне Луны. Название присвоено в честь австрийского астронома Йозефа Иоганна Литрова (1781—1840) и утверждено Международным астрономическим союзом в 1935 г.

## Описание кратера

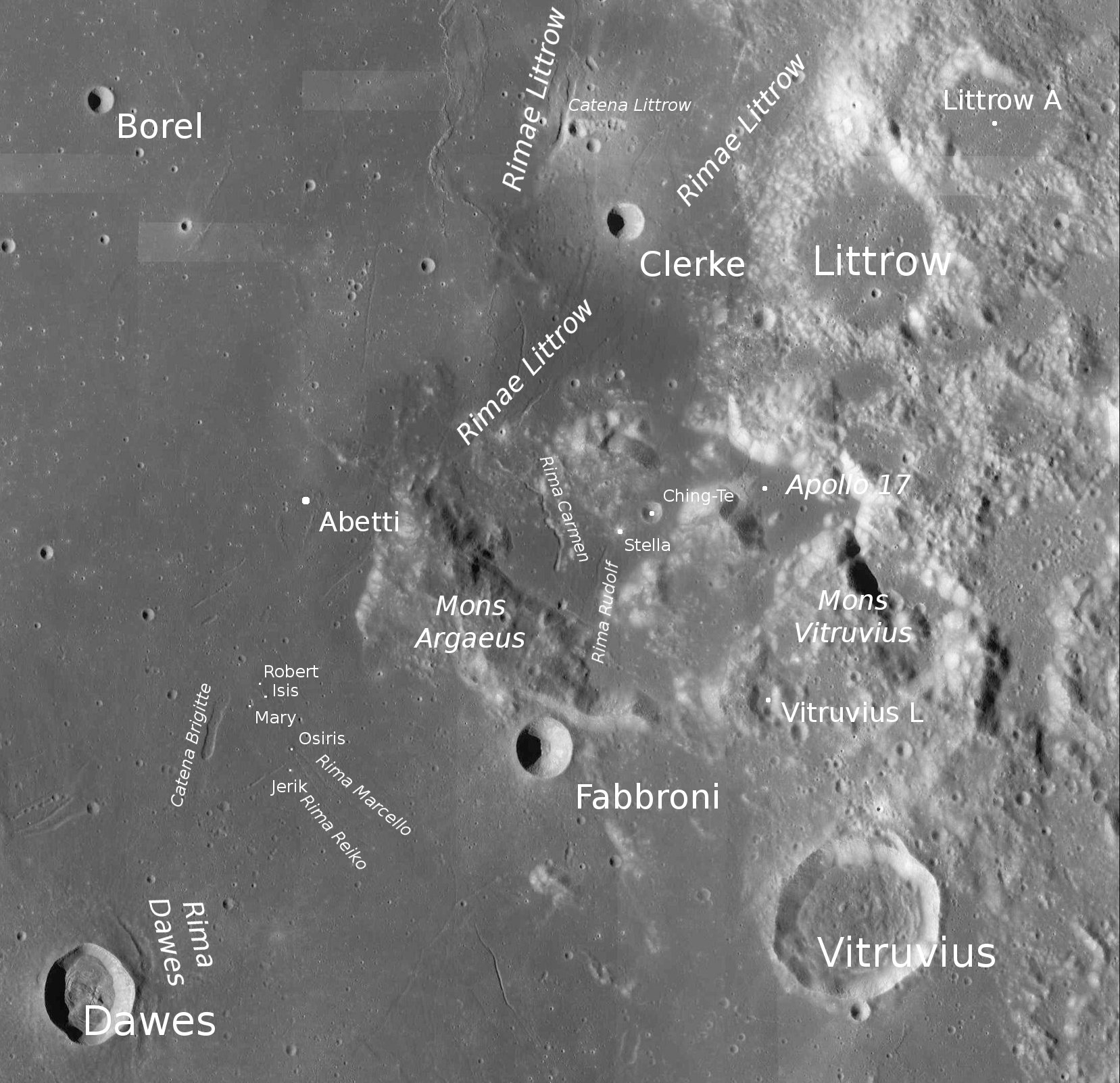
Окрестности кратера Литтров. Снимок зонда Lunar Reconnaissance Orbiter.

Ближайшими соседями кратера являются кратер Клерк на западе; кратер Лемонье на севере; кратеры Брюстер и Франк на востоке-северо-востоке; кратер Маральди на юго-востоке; кратер Витрувий на юге и маленький кратер Чин-Те на юго-западе. На западе от кратера располагаются борозды Литтрова и цепочка кратеров Литтрова; на востоке Залив Любви; на юге пик Витрувия; на юго-западе - пик Аргея.
Селенографические координаты центра кратера 21°30′ с. ш. 31°23′ в. д. / 21,5° с. ш. 31,39° в. д., диаметр 28,5 км, глубина 1230 м.
Кратер Литтров имеет полигональную форму с небольшим выступом в северной части и значительно разрушен. Вал сглажен, в южной части рассечен широкими долинами. Высота вала над окружающей местностью достигает 920 м, объем кратера составляет приблизительно 615 км³. Дно чаши кратера затоплено и выровнено лавой, отмечено несколькими маленькими кратерами, не имеет приметных структур.

## Сателлитные кратеры
| Литтров | Координаты                                            | Диаметр, км |
| ------- | ----------------------------------------------------- | ----------- |
| A       | 22°18′ с. ш. 32°11′ в. д. / 22,3° с. ш. 32,19° в. д.  | 23,6        |
| D       | 23°42′ с. ш. 32°49′ в. д. / 23,7° с. ш. 32,81° в. д.  | 7,8         |
| F       | 21°58′ с. ш. 34°07′ в. д. / 21,97° с. ш. 34,12° в. д. | 10,0        |
| P       | 23°12′ с. ш. 32°53′ в. д. / 23,2° с. ш. 32,88° в. д.  | 36,1        |

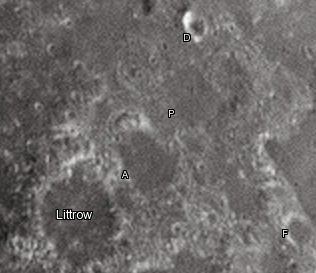
Снимок Девида Кемпбелла.

- Сателлитный кратер Литтров B в 1973 г. переименован Международным астрономическим союзом в кратер Клерк.
- Сателлитный кратер Литтров D включен в список кратеров с темными радиальными полосами на внутреннем склоне Ассоциации лунной и планетарной астрономии (ALPO)[5].

## Места посадок космических аппаратов
- 11 декабря 1972 года приблизительно в 35 км к югу-юго-западу от кратера Литтров, в точке с селенографическими координатами 20°11′27″ с. ш. 30°46′18″ в. д. / 20,19080° с. ш. 30,77168° в. д.G, совершил посадку лунный модуль "Челленджер" экспедиции Аполлон-17.

## См.также
- Список кратеров на Луне
- Лунный кратер
- Морфологический каталог кратеров Луны
- Планетная номенклатура
- Селенография
- Минералогия Луны
- Геология Луны
- Поздняя тяжёлая бомбардировка